# Gold (Rush)
Gold è una compilation della rock band canadese Rush pubblicata il 25 aprile 2006. Si tratta di una riedizione in una sola confezione delle due raccolte Retrospective I e Retrospective II con l'unica differenza che nel primo disco Something for Nothing viene sostituita con Working Man. Questa è la quinta raccolta di brani dei primi dodici album del trio canadese e segue di soli tre anni la precedente compilation The Spirit of Radio: Greatest Hits 1974-1987. Nonostante la quasi completa uguaglianza con Chronicles, Gold ha una resa audio superiore, essendo stata pubblicata dopo che la Mercury Records rimasterizzasse digitalmente l'intero catalogo dei Rush.

## Tracce

### Disco 1
1. The Spirit of Radio
2. The Trees
3. Freewill
4. Xanadu
5. Bastille Day
6. By-Tor & The Snow Dog
7. Anthem
8. Closer to the Heart
9. 2112: Overture
10. 2112: The Temples of Syrinx
11. La Villa Strangiato
12. Fly by Night
13. Finding My Way
14. Working Man

### Disco 2
1. The Big Money
2. Red Barchetta
3. Subdivisions
4. Time Stand Still
5. Mystic Rhythms
6. The Analog Kid
7. Distant Early Warning
8. Marathon
9. The Body Electric
10. Mission
11. Limelight
12. Red Sector A
13. New World Man
14. Tom Sawyer
15. Force Ten

## Formazione
Rush
- Geddy Lee    - basso, voce, sintetizzatore
- Alex Lifeson - chitarra elettrica ed acustica, sintetizzatore
- Neil Peart   - batteria, percussioni
- John Rutsey  - batteria in Finding My Way e Working Man

Altri musicisti
- Aimee Mann - voce in Time Stand Still